# Elisha Foote
Elisha Foote (Lee, 1º agosto 1809 – Saint Louis, 22 ottobre 1883) è stato un giudice, inventore e matematico statunitense; fu l'undicesimo Commissario ai brevetti degli Stati Uniti dal 1868 al 1869 e fu responsabile dell'avvio di un'indagine sulla precedente cattiva gestione dell'incarico. Era sposato con la scienziata e attivista per i diritti delle donne Eunice Newton Foote.

## Primi anni e formazione
Foote nacque a Lee, nel Massachusetts, il 1° agosto 1809. Era figlio di Elisha Foote (morto l'8 aprile 1846) e di Delia (nata Battle) Foote. Era cugino del senatore statunitense Solomon Foot del Vermont. Foote era stato educato all'Albany Institute.

## Carriera
Foote studiò legge con il giudice Daniel Cady a Johnstown, New York. Anche Henry Stanton, marito della figlia del giudice Cady, Elizabeth Cady Stanton, studiò con il padre. Durante gli studi, Foote lavorò come insegnante e perito. Dopo essere stato ammesso all'albo degli avvocati, si stabilì nella parte occidentale di New York. Il 12 agosto 1841 sposò Eunice Newton Foote di East Bloomfield, New York. La donna sarebbe diventata una scienziata e un'inventrice. Mentre vivevano a Seneca Falls, ebbero due figlie: Mary, nata il 21 luglio 1842, che in seguito divenne artista, femminista e scrittrice e Augusta, nata il 24 ottobre 1844, che in seguito divenne scrittrice.
Foote fu procuratore distrettuale e poi giudice della corte di giustizia della Contea di Seneca, New York, prima di dimettersi nel 1846. Dopo essersi dimesso dalla carica di giudice, Foote lavorò come avvocato privato. La sua specialità era il diritto dei brevetti e realizzò diverse invenzioni di valore. La famiglia si trasferì a Saratoga Springs intorno al 1860. Vivevano lì quando, nel 1865, Foote fu nominato apprendista presso la Commissione di Esaminatori in Capo dell'Ufficio brevetti e marchi degli Stati Uniti di Washington.
Il 25 luglio 1868, Foote fu nominato undicesimo Commissario dell'Ufficio brevetti e marchi degli Stati Uniti, per coprire il mandato vacante di Thomas Clarke Theaker, costretto a dimettersi. Quando Foote divenne commissario, iniziò a indagare sulle spese del dipartimento, notando che le quantità di forniture e i prezzi pagati per esse erano esorbitanti. Presentò un reclamo al Segretario degli Interni e fu avviata un'indagine. I risultati della commissione che indagò sul reclamo rivelarono che l'ufficio aveva perso oltre 80.000 dollari nell'arco di un anno. Vi erano prove di accordi di stretta di mano, anche se legalmente sarebbe stato necessario un contratto, nonché di episodi di ordini eccessivi e di consegne insufficienti di merci. Scoprì anche casi in cui i brevetti erano stati concessi a pagamento, e non in base ai loro meriti. Era opinione diffusa che Foote sarebbe stato nominato per un secondo mandato, alla scadenza del suo incarico nel 1869. Egli non fece alcuna propaganda per il suo rinnovo. Rimase invece per alcuni anni nella Commissione di Esaminatori in Capo e poi tornò ad esercitare privatamente la professione di avvocato in materia di brevetti. Lui e Eunice rimasero a Washington per diversi anni, ma nel 1878 tornarono a New York.
Tra la fine degli anni '70 e l'inizio degli anni '80 del XIX secolo, Foote fu impegnato, insieme al marito di Mary, John B. Henderson, in una serie di cause contro le Contee del Missouri per il mancato pagamento delle obbligazioni ferroviarie. La Corte Suprema del Missouri stabilì che la legge che permetteva alle contee di riscuotere le tasse per pagare le obbligazioni ferroviarie era incostituzionale, ma la Corte suprema degli Stati Uniti d'America non fu d'accordo con la corte inferiore. I casi sono stati rinviati alla Corte distrettuale per il Distretto occidentale del Missouri e alla Circuit Court, che confermò la sentenza della Corte suprema e ordinò alle contee di pagare Foote. Ottennero condanne nella Contea di Cape Girardeau, nella Contea di Lincoln, nella Contea di Macon, nella Contea di Marion e nella Contea di Pike, tra le altre. In alcuni casi le sentenze ammontavano a decine di migliaia di dollari e i media riportarono che il loro valore valeva milioni.
Foote fu autore di numerosi libri e articoli di matematica. Nel 1870 divenne uno dei membri fondatori del National Institute of Applied Sciences and Technology. Brevettò diverse invenzioni meccaniche, tra cui un pattino, una macchina per l'essiccazione e una macchina per mietere e legare.

## Morte ed eredità
Foote morì a Saint Louis, nel Missouri, il 22 ottobre 1883. Eunice morì cinque anni dopo, il 30 settembre 1888, a Lenox, nel Massachusetts.

## Brevetti
- (EN)  Elisha Foote, brevetto, Regolazione del tiraggio delle stufe,  2636, USA (26 maggio 1842).
- (EN)  Elisha Foote, brevetto, Pattini,  45,148, USA (22 novembre 1864).
- (EN)  Elisha Foote, Marshall P. Smith, brevetto, Miglioramento degli essiccatoi,  124,944, USA (26 marzo 1872).
- (EN)  Elisha Foote, brevetto, Miglioramento delle fascette per cereali, delle fascette per sacchi, ecc.,  135,899, USA (18 febbraio 1873).
- (EN)  Elisha Foote, brevetto, Miglioramento dei bruciatori a gas,  137,905, USA (15 aprile 1873).
- (EN)  Elisha Foote, brevetto, Macchine per la mietitura e la legatura del grano,  244,876, USA (26 luglio 1881).